# جون هايندز
جون هايندز (بالإنجليزية: John Hinds)‏ هو طبيب بريطاني، ولد في 21 مارس 1980 في Newtownards ‏ في المملكة المتحدة، وتوفي في 4 يوليو 2015 في دبلن في جمهورية أيرلندا.